# Ilburnia curvata
Ilburnia curvata är en insektsart som beskrevs av Frederick Arthur Godfrey Muir 1919. Ilburnia curvata ingår i släktet Ilburnia och familjen sporrstritar. Inga underarter finns listade i Catalogue of Life.